# انتقام بياض الثلج
انتقام بياض الثلج ((الكورية: 스캔들)) هو مسلسل تلفزيوني كوري جنوبي، من بطولة هان تشاي يونج، هان بو-ريوم، تشوي وونج. عرض على قناة KBS2 في 17 يونيو 2024، يتم بثه اسبوعيا من الاثنين إلى الجمعة الساعة 7:50 بتوقيت كوريا.

## قصة
مون جونج إن (هان تشاي يونج) هي امرأة طموحة للغاية. تزوجت من الدكتور بايك دونج هو (تشوي ريونج) من أجل ماله. كان لديه ابنة، بايك سيول-ا (هان بو-رام)، من زوجته السابقة. تسرق مون جونغ إن جميع أصول بايك دونغ-هو ثم تتركه. وتصبح ناجحة في حياتها وهي الآن تدير شركة الترفيه الخاصة بها والتي تنتج مسلسلات درامية. بينما عاشت سيول-اه في الميتم وحياة مؤسفة، تلتقي بزوجة ابيها مجدداً عندما ان تكبر وتعاني مرة أخرى بسببها، فتقرر الانتقام منها.

## طاقم
- هان تشاي يونج في دور مون جيونج إن / مون جيونج سوك[6][7]

الرئيس التنفيذي لشركة جيونجين للترفيه. بعد زواجها، سرقت أموال زوجها، وبدأت وكالة جديدة باسم جديد.
- هان بو-ريوم في دور بايك سيول آه[8]

كاتبة دراما جديدة. بعد أن تزوج والدها مرة أخرى، تقابل زوجة أبيها، مون جيونج سوك، وتتورط في سلسلة من الأحداث المؤسفة.
- تشوي وونغ في دور سيو جين هو[9]

ممثل طموح. إنه يتنقل بين الوظائف بدوام جزئي لكسب لقمة العيش.
- كيم جيو-سيون في مين جو-ريون[10]

ابنة مون جيونج إن ورئيسة في شركة جيونج إن للترفيه.
- جيون سيونغ-بين في دور نا هيون-وو[10]

مخرج مشهور.
- أوه يونغ-جو في دور غو إيون بيول (الحلقة 4 ~) - أفضل صديقة لبيك سيول آه (بارك جين كيونغ) ورئيسة معهد أبحاث الجلد.

## المشاهدات
وفقا لنيلسن، فقد كانت الحلقة 101 هي الاعلى مشاهدة، قد سجلت 9.6% بحوالي 1.5 مليون مشاهدة.

## الإنتاج
المسلسل هو عودة المؤلفة هوانغ سون-هيون، التي كتبت الدراما اليومية لكي بي إس مثل خاتم روبي (2013)، أمتان (2014)، الأحذية الحمراء (2021). ومن تخطيط قسم الدراما كي بي إس وانتاج بتنسيق مع شركة الإنتاج أوه ستوري.

## روابط خارجية
- الموقع الرسمي
 (بالكورية)
- انتقام بياض الثلج على موقع IMDb (الإنجليزية)
- انتقام بياض الثلج على موقع قاعدة بيانات الفيلم (الإنجليزية)
- انتقام بياض الثلج على هانسينما